# Коммен
Коммен (нім. Kommen) — громада в Німеччині, розташована в землі Рейнланд-Пфальц. Входить до складу району Бернкастель-Віттліх. Складова частина об'єднання громад Бернкастель-Кюс.
Площа — 2,82 км2. Населення становить 295 ос. (станом на 31 грудня 2020).